# Tugay Kerimoğlu
Tugay Kerimoğlu (* 24. August 1970 in Trabzon) ist ein ehemaliger türkischer Fußballspieler und derzeitiger -trainer. Durch seine langjährige Tätigkeit für Galatasaray Istanbul und als Eigengewächs wird er stark mit diesem Verein assoziiert. Auf Fan- und Vereinsseiten wird er als einer der bedeutendsten Spieler der Klubgeschichte aufgefasst.

## Familie und Kindheit
Kerimoğlu kam in der nordosttürkischen Hafenstadt Trabzon als Sohn eines Bankdirektors und einer Hausfrau auf die Welt. Sein Vater Özkan Kerimoğlu war ebenfalls als Profifußballspieler aktiv gewesen und spielte für die Vereine Trabzon İdmanocağı, einem der vier Vorgängervereine von Trabzonspor, Vefa Istanbul und Adalet SK. Sein Vater förderte das Fußballspielen seiner beiden Söhne von klein auf. So begannen Kerimoğlu und vor ihm sein älterer Bruder Tolgay Kerimoğlu in der Nachwuchsabteilung von Trabzonspor mit dem Vereinsfußball. Als Tugay 12 Jahre alt gewesen war, nahm ihn sein älterer Bruder, der zu diesem Zeitpunkt bereits in der Nachwuchsabteilung Trabzonspors spielte, seinen jüngeren Bruder zu einem Auswahlturnier für die Nachwuchsabteilung mit. Hier gefiel er auf Anhieb Sadi Tekelioğlu, dem damaligen Leiter der Nachwuchsabteilung Trabzonspors und wurde wie sein älterer Bruder in die Nachwuchsabteilung aufgenommen. Nachdem 1984 die Familie wegen der Arbeit des Vaters nach Istanbul übersiedeln musste, absolvierte Kerimoğlu erst bei Beşiktaş Istanbul ein Probetraining in dessen Anschluss er nicht in die Nachwuchsabteilung aufgenommen wurde. So wechselte er durch das Zutun von Ergun Gürsoy, welcher ebenfalls aus Trabzon stammend ist, in die Nachwuchsabteilung von Galatasaray Istanbul.

## Spielerkarriere

### Vereinsfußball
Kerimoğlu wurde 1984 von Ergun Gürsoy, dem damaligen Vorstandsmitglied, entdeckt und in die Jugend zum türkischen Traditionsklub Galatasaray Istanbul geholt. Dort spielte er bis 1987. Ab diesem Zeitpunkt gehörte er dem Profikader unter Jupp Derwall an. Tugay Kerimoğlu glänzte durch seine ausgezeichnete Technik, sein „Auge für den Mitspieler“ und seine Spielintelligenz.
Er bestritt in seinen zwölf Jahren bei den Rot-Gelben zahlreiche nationale und internationale Spiele. Er hatte erheblichen Anteil an Galatasarays internationalen Erfolgen in den 1990er Jahren sowie am Gewinn des UEFA-Pokals. 52 Europapokalspiele absolvierte er für Galatasaray Istanbul.
Nach seinem Wechsel zu den Glasgow Rangers im Januar 2000 wurde Kerimoğlu im darauffolgenden Jahr mit der Mannschaft schottischer Meister und Pokalsieger. Im Juli 2001 holte ihn Graeme Souness, sein ehemaliger Vereinstrainer bei Galatasaray, für knapp vier Millionen Euro zu den Blackburn Rovers. Bis 2009 war er dort aktiv. Mit den Rovers gewann er 2002 den League Cup.
Im Jahr 2009 beendete er nach 22 Jahren Profifußball seine Karriere.

### Nationalmannschaft
Kerimoğlu bestritt 94 Länderspiele und schoss zwei Tore für die Türkei. 2007 trat er aus dem Nationalteam zurück. Zu dem Zeitpunkt, als er seinen Rücktritt bekannt gab, war er Rekordnationalspieler. Kerimoğlu hat an der Fußball-Europameisterschaft 1996 in England sowie an der Europameisterschaft 2000 in Belgien und den Niederlanden teilgenommen. Bei der Weltmeisterschaft 2002 in Japan und Südkorea war Kerimoğlu einer der Schlüsselspieler des türkischen Teams. Sein größter Erfolg mit der Nationalmannschaft der Türkei war der dritte Platz bei der WM 2002. Anfang 2007 wurde er für das Spiel gegen Georgien wieder für die Nationalmannschaft nominiert.
Am 5. Juni 2007 bestritt Tugay Kerimoğlu in Dortmund gegen Brasilien sein Abschiedsspiel in der türkischen Nationalmannschaft. Es war sein 94. und letzter Einsatz.

## Trainerkarriere
Nach seiner aktiven Karriere kehrte Kerimoğlu in die Türkei zurück. Im März 2010 wurde er Direktor der Jugendabteilung von Galatasaray Istanbul. Ab Oktober 2010 war er Co-Trainer bei Galatasaray Istanbul; sein Vertrag endete im Mai 2012.
Ende September 2013 kehrte Kerimoğlu zu Galatasaray Istanbul zurück. Dieses Mal assistiert er dem italienischen Trainer Roberto Mancini. Nachdem dieser den Verein zum Sommer 2014 vorzeitig verlassen hatte, beendete auch Kerimoğlu seine Tätigkeit.
Im November 2015 übernahm er den türkischen Zweitligisten Şanlıurfaspor und arbeitete damit zum ersten Mal als Cheftrainer. Hier löste er nach ausbleibendem Erfolg nach gegenseitigem Einvernehmen mit dem Verein seinen Vertrag im April 2016 wieder auf.

## Sonstiges
- Er wurde in der Saison 1992/93 Kapitän von Galatasaray und war damit der jüngste Spielführer in der Vereinsgeschichte. Kerimoğlu galt als einer der besten Allround-Mittelfeldspieler der Türkei und verdiente sich den Spitznamen Maestro. Seine persönliche Liebe galt der Nummer 5, die er in allen Teams getragen hat, für die er aktiv war.

- Galatasaray Istanbul organisiert seit der Eröffnung des neuen Stadions Türk Telekom Arena, unter der Schirmherrschaft des Hauptsponsors Türk Telekom, vor jedem Heimspiel ein Danksagung für seine ehemaligen legendären Spieler. So wurde am 1. Mai 2012 im Rahmen der Ligabegegnung gegen Trabzonspor Kerimoğlu eine Dankesplakette für ihre langjährigen Dienste und Erfolge überreicht.[1]

## Privatleben
Tugay Kerimoğlu war mit einer ehemaligen Basketballspielerin von Galatasaray, Etkin Kerimoglu (Ünal), verheiratet und hat zwei Kinder. Die Ehe wurde nach 25 Jahren, Ende 2017 geschieden.

## Erfolge
Mit Galatasaray Istanbul
- Türkischer Meister: 1987/88, 1992/93, 1993/94, 1996/97, 1997/98, 1998/99
- Türkischer Fußballpokal : 1990/91, 1992/93, 1995/96, 1998/99
- Präsidenten-Pokalsieger: 1987/88, 1990/91, 1992/93, 1995/96
- Premierminister-Pokalsieger: 1989/1990, 1994/1995
- TSYD-Istanbul-Pokalsieger: 1987/88, 1991/92, 1992/93, 1997/98, 1998/99, 1999/00
- Viertelfinalist im Europapokal der Pokalsieger: 1991/92
- Halbfinalist im Europapokal der Landesmeister: 1988/89

Mit den Glasgow Rangers
- Schottischer Meister: 1999/2000
- Schottischer Pokalsieger: 1999/2000

Mit den Blackburn Rovers
- Englischer Ligapokalsieger: 2001/02

Mit der türkischen Nationalmannschaft
- Teilnehmer der Fußball-Europameisterschaft: 1996
- Viertelfinalist der Fußball-Europameisterschaft: 2000
- Dritter der Fußball-Weltmeisterschaft: 2002

Mit der Olympischen Auswahl der Türkei
- Silbermedaillengewinner der Mittelmeerspiele: 1991
- Goldmedaillengewinner der Mittelmeerspiele: 1993

Mit der türkischen U-16-Nationalmannschaft
- Vierter der U-16-Europameisterschaft: 1987